# Reiterstandbild des Dschingis Khan

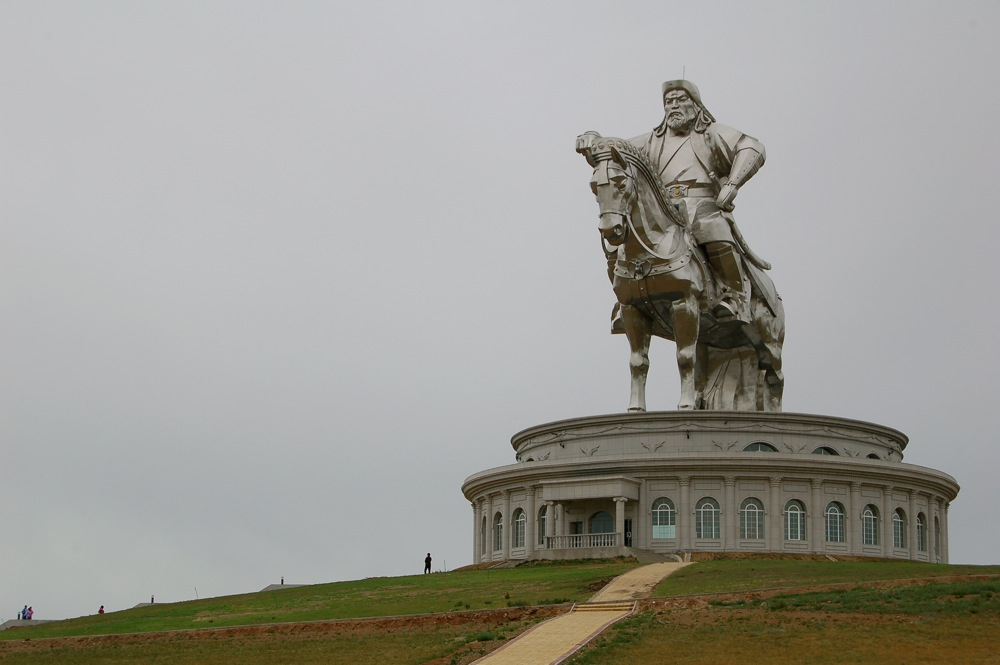
Ansicht des Standbildes mit Mensch zum Größenvergleich

Ein monumentales Reiterstandbild des Dschingis Khan steht rund 54 Kilometer ostsüdöstlich der mongolischen Hauptstadt Ulaanbaatar, südlich des Flusses Tuul. Der Standort, Tsonjin Boldog in der Provinz Töw-Aimag, ist ein Platz, an dem Dschingis Khan einer Legende zufolge eine goldene Gerte gefunden haben soll. Die Statue zeigt ihn auf dem Rücken eines Pferdes sitzend mit der Gerte in der rechten Hand. Dschingis Khan war der erste Großkhan der Mongolen, er einigte das Mongolische Reich und eroberte weite Teile Asiens.
Die Statue ist etwa 30 Meter hoch und steht auf einem rund 10 Meter hohen Gebäude mit 36 Säulen, das als Sockel dient. Damit ist sie das derzeit höchste Reiterstandbild der Welt und ist über doppelt so hoch wie der bisherige Rekordhalter, eine Statue in Uruguay (Stand: 2023). Das Denkmal wurde am 26. September 2008 eingeweiht und besteht aus rund 250 Tonnen Edelstahl. Die Baukosten sollen rund 4,1 Millionen US-Dollar betragen haben.
Das Sockel-Gebäude enthält Restaurants und Souvenirgeschäfte. Von dort aus können Besucher mit einem Fahrstuhl den Rücken des Pferdes zwischen den Beinen des Reiters erreichen. Eine Treppe führt sie über den Hals des Pferdes zu einer Aussichtsplattform auf dessen Kopf. Um die Statue herum soll ein Park angelegt werden, der Chinggis Khaan Statue Complex. Rund 200 Jurten sollen dort Besucher beherbergen können.